# الیویه پرو
الیویه پرو (فرانسوی: Olivier Perreau‎؛ زادهٔ ۲۳ ژوئن ۱۹۸۶) سوارکار اهل فرانسه است.
وی در مسابقات کشوری و بین‌المللی در مجموع برندهٔ ۱ مدال برنز شده است.